# الغرة (المهرة)

تعديل مصدري - تعديل

الغرة هي إحدى قرى مديرية المسيلة التابعة لمحافظة المهرة، بلغ تعداد سكانها 73 نسمة حسب تعداد اليمن لعام 2004.